# Balažic
Balažic je priimek v Sloveniji, ki so ga po podatkih Statističnega urada Republike Slovenije na dan 1. januarja 2020 uporabljale 734 osebe in je med vsemi priimki po pogostosti uporabe uvrščen na 294. mesto.

## Znani slovenski nosilci priimka
- Gregor Balažic (*1988), nogometaš
- Janez Balažic (*1958), umetnostni zgodovinar, kustos, muzealec
- Jože Balažic (1944 - 2022), glasbenik, trobentar v Ansamblu bratov Avsenik, dirigent pihalnega orkestra
- Jože Balažic (*1954), medicinec forenzik (sodna medicina in deontologija), prof. MF
- Marko Balažic (*1984), politik
- Marko Balažic (*1984), nogometaš
- Matija Balažic (1912 - 1965), pisatelj in duhovnik
- Matjaž Balažic, harmonikar
- Milan Balažic (*1958), politolog, politik, publicist in diplomat
- Simon Balažic, društvo Mura-rafting
- Štefan Balažic (1935 - 2020), kulturni politik?
- Tatjana Balažic Bulc (*1972), jezikoslovka srbokroatistka